# Medelspitze
Medelspitze är en bergstopp i Österrike.   Den ligger i distriktet Lienz och förbundslandet Tyrolen, i den centrala delen av landet, 300 km väster om huvudstaden Wien. Toppen på Medelspitze är 2 515 meter över havet.
Terrängen runt Medelspitze är huvudsakligen bergig, men åt sydost är den kuperad. Runt Medelspitze är det ganska glesbefolkat, med 27 invånare per kvadratkilometer.. Närmaste större samhälle är Matrei in Osttirol, 13,1 km väster om Medelspitze. 
Trakten runt Medelspitze består i huvudsak av gräsmarker.